# Come Fly with Me (álbum de Michael Bublé)
Come Fly With Me é o primeiro álbum ao vivo do cantor canadense Michael Bublé, lançado em 8 de março de 2004. O álbum narra as apresentações ao vivo de Bublé diante de multidões, em uma turnê pelos Estados Unidos durante o verão de 2003.
O álbum consiste em um CD de áudio com oito canções, incluindo duas novas gravações em estúdio: "Nice 'n' Easy", que tem um balanço jazzístico fiel a Frank Sinatra; e a sonâmbula e super produzida "Can't Help Falling in Love", que evoca Perry Como mais que Elvis Presley; 3 versões ao vivo de canções do auto-intitulado álbum de estréia de Bublé, além de suas interpretações de "My Funny Valentine", "Fever", "Moondance", de Van Morrison, e "Mack the Knife", sugerindo que Bublé tem os ouvidos sabiamente inclinados para a obra de Bobby Darin.
O vídeo consiste em um DVD, de concerto ao vivo, com 12 canções gravadas durante sua primeira turnê mundial. O álbum também conta com três performances ao vivo em estúdio, selecionadas de sua apresentação no Sessions@AOL. As apresentações são intercaladas com comentários, nos bastidores, de Bublé e sua banda.
O vídeo das apresentações ao vivo alcançou o top 10 na parada Music Video DVD da Billboard no início de maio de 2004. O álbum alcançou o top 100 da parada Billboard 200, e também alcançou o top 50 na parada australiana Top 100 Albums. O álbum chegou ao 4.º lugar na parada, enquanto o auto-intitulado álbum de Bublé alcançou o 3º lugar, ambos na mesma semana. Come Fly With Me recebeu certificação de ouro pela ARIA (Parada Australiana) em 2006.

## Lista de faixas
| DVD            |                                   |                                                  |         |  |
| N.º            | Título                            | Compositor(es)                                   | Duração |  |
| 1.             | "Come Fly with Me"                | Sammy Cahn James Van Housen                      |         |  |
| 2.             | "For Once In My Life"             | Orlando Murden Ronald Miller                     |         |  |
| 3.             | "You'll Never Know"               | Mack Gordon Harry Warren                         |         |  |
| 4.             | "Kissing a Fool"                  | George Michael                                   |         |  |
| 5.             | "Sway"                            | Norman Gimbel Pablo Beltrán Ruiz                 |         |  |
| 6.             | "Mack the Knife"                  | Marc Blitzstein Eugen Berthold Brecht Kurt Weill |         |  |
| 7.             | "That's All"                      | Alan Brandt Bob Haymes                           |         |  |
| 8.             | "Fever"                           | Eddie Cooley John Davenport                      |         |  |
| 9.             | "How Can You Mend a Broken Heart" | Barry Gibb Robin Gibb                            |         |  |
| 10.            | "The Way You Look Tonight"        | Dorothy Fields Jerome Kern                       |         |  |
| 11.            | "Moondance"                       | Van Morrison                                     |         |  |
| 12.            | "My Funny Valentine"              | Lorenz Hart Richard Rodgers                      |         |  |
| Duração total: | Duração total:                    | Duração total:                                   | 63:06   |  |

| DVD: Conteúdo extra de vídeo |                                           |                              |         |  |
| N.º                          | Título                                    | Compositor(es)               | Duração |  |
| 1.                           | "The Way You Look Tonight" (Sessions@AOL) | Dorothy Fields Jerome Kern   |         |  |
| 2.                           | "For Once In My Life" (Sessions@AOL)      | Orlando Murden Ronald Miller |         |  |
| 3.                           | "Kissing a Fool" (Sessions@AOL)           | George Michael               |         |  |
| Duração total:               | Duração total:                            | Duração total:               | 73:00   |  |

| CD             |                                        |                                                  |                              |         |  |
| N.º            | Título                                 | Compositor(es)                                   | Produtor(es)                 | Duração |  |
| 1.             | "Nice 'n' Easy" (estúdio)              | Alan Bergman Marilyn Keith Lew Spence            | David Foster Humberto Gatica | 3:02    |  |
| 2.             | "Can't Help Falling in Love" (estúdio) | Luigi Creatore Hugo Peretti George David Weiss   | David Foster Humberto Gatica | 3:49    |  |
| 3.             | "My Funny Valentine" (ao vivo)         | Lorenz Hart Richard Rodgers                      | David Foster                 | 5:15    |  |
| 4.             | "Mack the Knife" (ao vivo)             | Marc Blitzstein Eugen Berthold Brecht Kurt Weill | David Foster                 | 3:25    |  |
| 5.             | "Fever" (ao vivo)                      | Eddie Cooley John Davenport                      | David Foster                 | 4:07    |  |
| 6.             | "You'll Never Know" (ao vivo)          | Mack Gordon Harry Warren                         | David Foster                 | 4:31    |  |
| 7.             | "For Once In My Life" (ao vivo)        | Orlando Murden Ronald Miller                     | David Foster                 | 2:43    |  |
| 8.             | "Moondance" (ao vivo)                  | Van Morrison                                     | David Foster                 | 3:53    |  |
| Duração total: | Duração total:                         | Duração total:                                   | Duração total:               | 30:45   |  |